# THE BUNNYGIRL CLUB
『THE BUNNYGIRL CLUB』（ザ・バニーガールクラブ）は、スカパー!のPigooで2019年に全5回にわたって放送・配信された、バニーガール専門のバラエティー番組である。
番組は、バニーガール愛好家のユニット・バニーガール向上委員会の2代目委員長を務めている星那美月と、レースクイーン出身タレントの浜田翔子をパーソナリティーに、バニーガール向上委員会のメンバーとともに、バニーガールの魅力を語り合うスタジオトークや、全国各地のバニーガールと出会える飲食店・イベント、バニーガールを取り扱っているコスチューム専門店や、バニーガール向上委員会プロデュースのハイレグバニーガール「Jバニーブランド」の説明などで構成されていた。
番組でのスタジオトークは、MCを含め出演者全員が、「Jバニーブランド」のハイレグバニーガールを着用して登場していたほか、バニーガール向上委員会がプロデュースする新人バニーガールを一般視聴者から募集するオーディションも行われた。2020年に浜田が所属していた芸能事務所を退所・独立したため、それ以後は制作されておらず事実上打ち切りとなった。
なお、バニーガール向上委員会のメンバーがMCとして出演する番組はこれ以前にも、結成当初の2001年ごろ、タイトルそのものが「バニーガール向上委員会」という番組がスカパー371で放映されたことがあった。